# Modello booleano standard
Il modello standard booleano dell'Information Retrieval è un modello di base, in cui l'informazione associata ad un documento è composta da due valori possibili: un documento può essere rilevante (1) o irrilevante (0), in base alla presenza o assenza di un termine richiesto all'interno del documento. Esso usa un sistema di "match" esatto per il recupero e le query sono fatte combinando i termini con gli operatori booleani AND, OR, NOT.
Il sistema restituisce tutti i documenti che soddisfano la query.
Il modello booleano presente i seguenti svantaggi:
- Impossibilità di creare un ranking per i documenti restituiti
- Impossibilità di fornire un feedback sui documenti restituiti
- L'operatore AND potrebbe restituire troppi risultati
- L'operatore OR potrebbe restituire troppi pochi risultati
- Difficoltà nella scrittura di query complesse